# Филаделфия (Баия)
Филаделфия (порт. Filadélfia)  —  муниципалитет в Бразилии, входит в штат Баия. Составная часть мезорегиона Северо-центральная часть штата Баия. Входит в экономико-статистический микрорегион Сеньор-ду-Бонфин. Население составляет 17 340 человек на 2006 год. Занимает площадь 564,017 км². Плотность населения — 30,7 чел./км².

## Статистика
- Валовой внутренний продукт на 2003 год составляет 27 659 995,00 реалов (данные: Бразильский институт географии и статистики).
- Валовой внутренний продукт на душу населения на 2003 год составляет 1601,34 реал (данные: Бразильский институт географии и статистики).
- Индекс развития человеческого потенциала на 2000 год составляет 0,586 (данные: Программа развития ООН).